# 对氯汞苯甲酸
对氯汞苯甲酸，结构式ClHgC6H4COOH。它是一种蛋白酶抑制剂，用于分子生物学中。

## 物理性质
白色结晶粉末，属剧毒物质。不溶于水，溶于乙醇。

## 生化性质
对氯汞苯甲酸中的汞原子可以与蛋白质中巯基（－SH）硫原子作用，从而抑制酶的活性。它除了对半胱氨酸蛋白酶木瓜蛋白酶有抑制作用外，对哺乳动物乙酰胆碱酯酶也有作用。

## 应用
对氯汞苯甲酸用于蛋白质中巯基的定量滴定分析，也用于制造碘苯甲酸。